# منتخب الكاميرون للكريكت
منتخب الكاميرون للكريكت (بالإنجليزية: Cameroon national cricket team)‏ هو ممثل الكاميرون الرسمي في المنافسات الدولية في الكريكت
.